# سفالوریدین

سفالوریدین

سفالوریدین (به انگلیسی: Cephaloridine) دارویی است که از موارد استعمال آن انواع عفونت‌های دستگاه تنفسی_ادراری، پوست و انساج نرم می‌باشد.

## ملاحظات
مصرف این دارو در موردی مثل حساسیت به پنی‌سیلین ممنوع می‌باشد.